# Martin Nimz

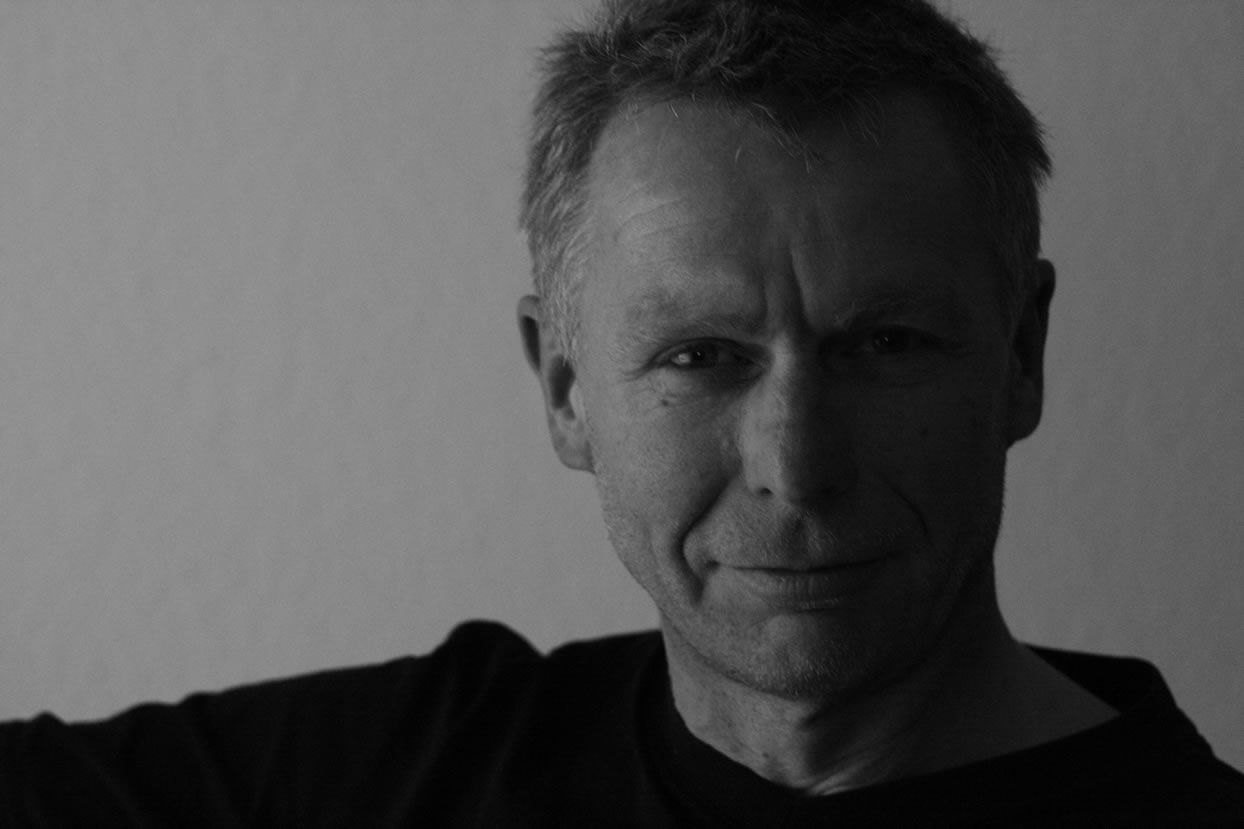
Martin Nimz

Martin Nimz (* 1956 in Brandenburg an der Havel) ist ein deutscher Regisseur und Schauspieler.

## Leben
Martin Nimz studierte Schauspiel an der Staatlichen Schauspielschule Rostock und war anschließend als Schauspieler u. a. in Eisenach, Gera, Rostock und Chemnitz (Karl-Marx-Stadt) engagiert.
Er begann 1989 am Theater Chemnitz mit ersten Regiearbeiten und ist heute als freier Regisseur tätig.
Von 2002 bis 2004 war Martin Nimz Schauspieldirektor und Regisseur am Staatstheater Kassel.
Von 2016 bis 2021 war er Schauspieldirektor am Mecklenburgischen Staatstheater in Schwerin.

## Inszenierungen
- 2006 Wer hat Angst vor Virginia Woolf? von Edward Albee – schauspielfrankfurt
- 2006 Kabale und Liebe von Friedrich Schiller – Staatstheater Cottbus
- 2006 Der Auftrag von Heiner Müller – schauspielfrankfurt
- 2007 Hexenjagd von Arthur Miller – schauspielfrankfurt
- 2007 Die Räuber von Friedrich Schiller – Theater Heidelberg
- 2008 Die Wahlverwandtschaften von Johann Wolfgang von Goethe – schauspielfrankfurt
- 2008 Der Bus von Lukas Bärfuss – Staatsschauspiel Dresden
- 2009 Ein Mond für die Beladenen von Eugene O’Neill – schauspielfrankfurt
- 2011 Faust. Der Tragödie erster Teil von Johann Wolfgang von Goethe – Theater Magdeburg
- 2011 Faust. Der Tragödie zweiter Teil von Johann Wolfgang von Goethe – Theater Magdeburg
- 2011 Herzog Theodor von Gothland von Christian Dietrich Grabbe – Badisches Staatstheater Karlsruhe
- 2018 Endstation Sehnsucht von Tennessee Williams – Mecklenburgisches Staatstheater
- 2019 Bunbury von Oscar Wilde – Mecklenburgisches Staatstheater
- 2021 Die Schildbürger nach Otfried Preußler – Mecklenburgisches Staatstheater

## Ur- und Erstaufführungen
- 1990 Weiße Nächte von Fjodor Dostojewski – Theater Chemnitz
- 1992 Das siebte Siegel von Werner Buhss – Theater Heilbronn
- 2009 Alles ist erleuchtet von Jonathan Safran Foer – Theater der Stadt Heidelberg DE